# Dariusz Jaworski
Dariusz Sławomir Jaworski (ur. 6 października 1961 w Rawiczu) – polski publicysta, nauczyciel akademicki i samorządowiec, zastępca prezydenta Poznania (2012–2014), dyrektor Instytutu Książki (2016–2024).

## Życiorys
Ukończył studia na Wydziale Nauk Humanistycznych Katolickiego Uniwersytetu Lubelskiego. Został też absolwentem studiów podyplomowych w Wyższej Szkole Bankowej w Poznaniu.
W latach 1991–1993 był nauczycielem języka polskiego w szkołach średnich w Lublinie. Do 1995 pracował także jako nauczyciel akademicki na KUL, gdzie prowadził zajęcia z etyki i historii filozofii. W latach 1996–1997 pełnił funkcję rzecznika prasowego Politechniki Poznańskiej, kierował również wówczas uczelnianym czasopismem „Politechnik”. Związany zawodowo również z dziennikarstwem, m.in. jako korespondent i publicysta dzienników „Życie” i „Głos Wielkopolski” oraz miesięcznika „W Drodze”. W latach 1999–2007 pracownik poznańskiego wydania „Gazety Wyborczej”, od 2005 jako zastępca redaktora naczelnego tego dodatku. W latach 2007–2010 zajmował stanowiska pierwszego zastępcy redaktora naczelnego i szefa działu krajowego „Tygodnika Powszechnego”. Później m.in. dyrektor Wydawnictwa Miejskiego Posnania.
Od stycznia 2012 do grudnia 2014 sprawował urząd zastępcy prezydenta Poznania. W wyborach w 2014 uzyskał mandat radnego tego miasta z listy komitetu wyborczego Ryszarda Grobelnego. W kwietniu 2016 został dyrektorem Instytutu Książki. Został też przedstawicielem ministra właściwego ds. szkolnictwa wyższego w Radzie Kuratorów Fundacji Zakłady Kórnickie. W wyborach samorządowych w 2018 nie kandydował ponownie. W kwietniu 2024 zakończył pełnienie funkcji dyrektora Instytutu Książki.